# 奥姆真理教放送
奥姆真理教放送（日語：オウム真理教放送），又名“御国的福音”（日語：御国の福音），是日本爭議宗教組織奥姆真理教過往运营的一家电台。1992年4月1日开始播音，1995年3月23日停播。使用日语、英语、俄语并通过中波和短波广播。

## 历史
电台节目在日本静冈县富士宫市的奧姆真理教教團總部制作，并将节目磁带空运到俄罗斯莫斯科播出，租用俄国对外广播机构——俄罗斯之声在远东城市符拉迪沃斯托克（海参崴）的设备转播节目。1994年开始通过卫星转播的方式，从教團總部播出。
1992年4月1日，“御国的福音”开播，之后电台定名为“奥姆真理教放送”。节目以奥姆真理教信徒宣讲教义和教主麻原彰晃“讲法”为主。日语广播起初每天播音2小时（日本时间22:00-00:00），后增加到3小时（起初为日本时间22:15-01:15，后改为00:00-03:00）。1992年6月15日，该台英语广播开播，使用俄罗斯之声英语广播的频率向全球播出；同年9月1日，俄语广播开始通过灯塔广播电台向全俄广播。
1995年3月20日，奥姆真理教制造了东京地铁沙林毒气事件，之後教團被警方强制搜查，同年3月23日，电台停播。